# The Broadsword and the Beast
The Broadsword and the Beast är Jethro Tulls fjortonde studioalbum, släppt den 10 april 1982 av skivbolaget Chrysalis Records. Albumet är en korsning mellan det dominerande synthesizer-ljudet på 1980-talet och den folkmusik-påverkade stilen som Jethro Tull använde decenniet innan. Som sådan förstärks bandets karakteristiska akustiska instrumentering av elektroniska ljudlandskap, skapad av den nya keyboardisten Peter-John Vettese. De elektroniska inslagen på detta album skulle utvecklas ytterligare av bandet vid deras nästa album, Under Wraps.

## Låtlista
Sida 1 – Beastie
1. "Beastie" – 3:58
2. "Clasp" – 4:18
3. "Fallen On Hard Times" – 3:13
4. "Flying Colours" – 4:39
5. "Slow Marching Band" – 3:40

Sida 2 – Broadsword
1. "Broadsword" – 5:03
2. "Pussy Willow" – 3:55
3. "Watching Me, Watching You" – 3:41
4. "Seal Driver" – 5:10
5. "Cheerio" – 1:09

- Alla låtar skrivna av Ian Anderson, med bidrag av Peter-John Vettese.

## Medverkande
Jethro Tull
- Ian Anderson – sång, flöjt, akustisk gitarr, Fairlight CMI
- Martin Barre – akustisk gitarr, elektrisk gitarr
- Dave Pegg – bakgrundssång, basgitarr, mandolin
- Peter Vettese – bakgrundssång, keyboard, piano, synthesizer
- Gerry Conway – trummor, slagverk

Produktion
- Paul Samwell-Smith – musikproducent
- Robin Black – ljudtekniker
- Leigh Mantle – assisterande ljudtekniker
- Jim Gibson – omslagskonst
- Iain McCaig – omslagskonst